# Calamagrostis matsumurae
Calamagrostis matsumurae là một loài thực vật có hoa trong họ Hòa thảo. Loài này được Maxim. mô tả khoa học đầu tiên năm 1886.